# Morphodexia subaenea
Morphodexia subaenea là một loài ruồi trong họ Tachinidae.